# 1720

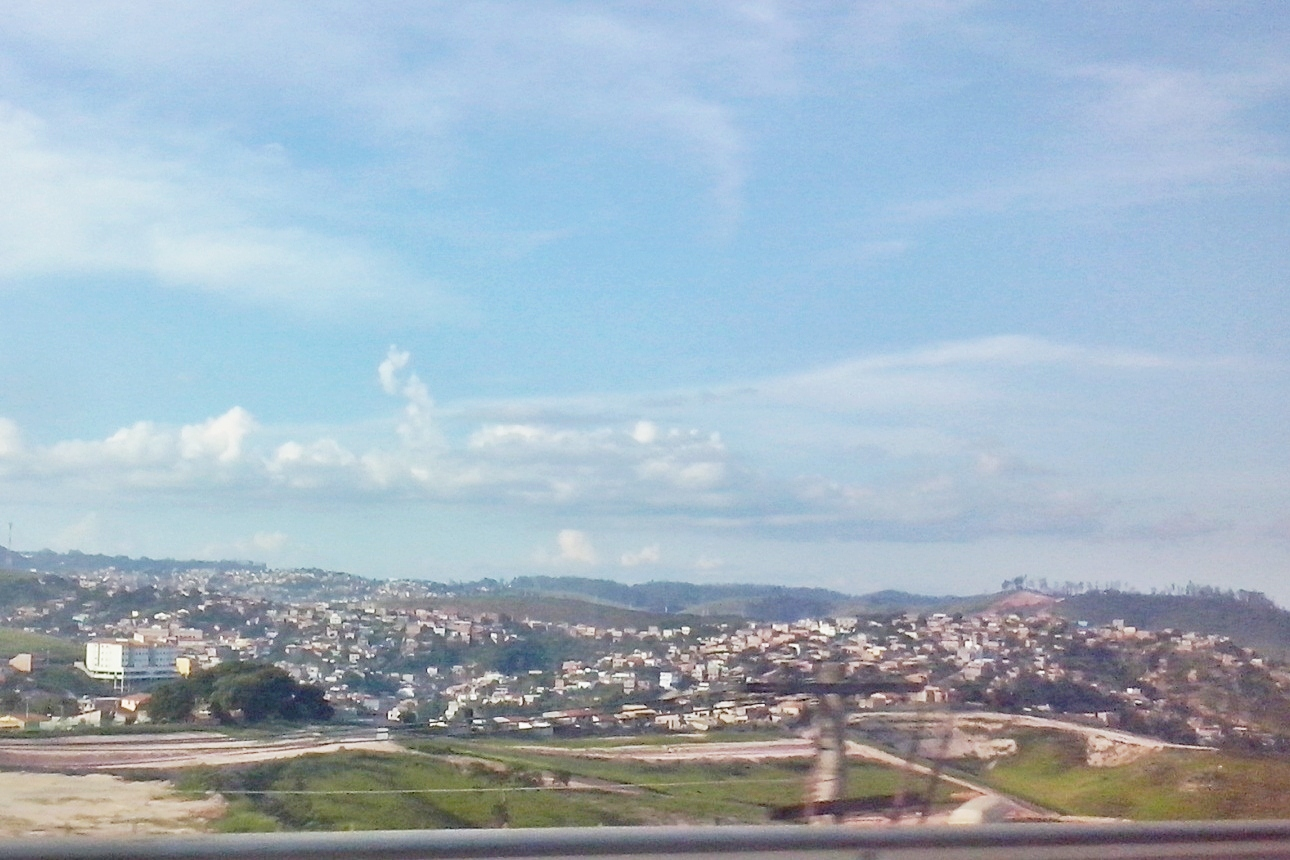
Vista geral da cidade de Itabira, Minas Gerais, Brasil.

- Wikisource

| Calendário gregoriano                                                        | 1720 MDCCXX                         |
| Ab urbe condita                                                              | 2473                                |
| Calendário arménio                                                           | 1169 – 1170                         |
| Calendário bahá'í                                                            | -124 – -123                         |
| Calendário budista                                                           | 2264                                |
| Calendário chinês                                                            | 4416 – 4417 Início a 8 de fevereiro |
| Calendário copta                                                             | 1436 – 1437                         |
| Calendário etíope                                                            | 1712 – 1713                         |
| Calendários hindus - Vikram Samvat - Calendário nacional indiano - Cáli Iuga | 1775 – 1776 1641 – 1642 4820 – 4821 |
| Calendário Holoceno                                                          | 11720                               |
| Calendário islâmico                                                          | 1132 – 1133                         |
| Calendário judaico                                                           | 5480 – 5481                         |
| Calendário persa                                                             | 1098 – 1099                         |
| Calendário rúnico                                                            | 1970                                |
| Calendário solar tailandês                                                   | 2263                                |

1720 (MDCCXX, na numeração romana)  foi um ano bissexto do século XVIII do actual Calendário Gregoriano, da Era de Cristo,  e as suas letras dominicais foram  G e F (52 semanas), teve início a uma segunda-feira e terminou a uma terça-feira.
| Ano completo                            |
| --------------------------------------- |
| Ano bissexto com início à segunda-feira |

## Eventos
- Minas Gerais se tornaria uma capitania, com a economia fortemente controlada pela Coroa.
- É criada a Comarca do Serro Frio - primeira Comarca do norte de Minas Gerais.
- Nasce oficialmente a cidade de Itabira.
- Reconstrução da Ermida de Nossa Senhora do Loreto na Fajã de Baixo, ilha de São Miguel, Açores.

### Julho
- 10 de julho - Erupção vulcânica no Pico Soldão, faldas da Montanha do Pico, Lajes do Pico, Açores, iniciou-se por "dezasseis bocas nas faldas do Pico" de fogo.[1]

### Dezembro
- 31 de dezembro - Erupção submarina no Banco D. João de Castro entre a ilha Terceira e a ilha de São Miguel, Açores.[2]

## Nascimentos
- Jacques-Joachim de Soignies, pintor belga (m. 1783).
- 25 de dezembro - Anna Maria Pertl Mozart, mãe de Mozart (m. 1778).
- João Fernandes de Oliveira, contratador de diamantes do Brasil Colônia (m. 1779).
- 31 de dezembro - Carlos Eduardo Stuart ( Carlos III)

## Mortes
- 18 de janeiro - Jerónimo Soares, bispo de Viseu, clérigo e político português (n.1635).

- 15 de agosto -  Luís de Vasconcelos e Sousa, conde de Castelo Melhor, político e diplomata português (n. 1636).